# 清水喜一郎
清水 喜一郎（しみず きいちろう、1924年5月10日 - 1964年2月28日）は、東京都出身のプロ野球選手（二塁手・遊撃手）。

## 来歴・人物
京王商業学校（現・専修大学附属高等学校）在学中は、1941年に第27回全国中等学校優勝野球大会（日中戦争悪化により中止）東京府大会の決勝に進むが、帝京商業学校（現・帝京大学中学校高等学校）に0－14で大敗し、準優勝。戦時下の翌1942年に甲子園大会に出場。初戦で、この大会優勝の徳島商に延長14回の激闘の末、1－2で惜敗した。京王商業時代のチームメイトに貫井丞治がいる。
京王商卒業後は、貫井と共に明治大学でプレーした。実家は甲州街道沿いで食堂「喜楽」を営み、母親は明治大学野球部合宿所の賄い婦も兼ねていた。戦争中に母親が死亡して食堂も手放し住居も失ったことから、戦後の混乱の中で、明治大学野球部合宿所の近くにバラック小屋を建てて住んでいた。一時は、兵役から帰還したチームメイトの大下弘もその小屋に寝泊まりしていたという。
実家が明大野球部の合宿所の賄いを担当していた関係で、かねてより明大野球部OBの小林次男・横沢三郎・横沢四郎兄弟と顔見知りであった。セネタースの球団設立に向けて選手探しをしていた横沢兄弟に対して、清水は大下弘を紹介。これを受けて、横沢兄弟は大下のほか、同じ明大野球部の貫井丞治・小川善治にも入団の勧誘を行うが、清水に対しては勧誘が行われなかった。
1946年6月に大下の口添えでセネタースに入団。同年7月19日のパシフィック戦（西宮球場）でデビューし、横沢七郎から正二塁手の座を奪う。打率は低かったが（.185）、清水が打つとチームが勝つというラッキーボーイ的なところがあった。1947年春のキャンプで、新監督・苅田久徳は清水の守備を徹底的にしごく。開幕後は苅田の名人芸が見たいとの声もあったが、苅田は清水が上達したので自分の出番はないと公言して、清水を二塁手のレギュラーとして起用する。しかし、シーズン中盤から苅田の調子が出てくると、清水の出番は少なくなり、52試合の出場で打率.190に終わった。結局、シーズン終了後に清水は翌年の戦力構想から外れてしまう。東急に残りたかった清水は、同期であった明治大学の主将兼エース・小川善治の勧誘を自分が担当し、獲得に成功すれば残留するとの提案を行い認められる。しかし、小川を獲得することができず、清水は東急を退団した。
引退後は、世田谷区太子堂のネクタイ店「神崎商店」に勤務した。その後、神崎商店が経営不振に陥ると独立してネクタイの外商を行う。その後、宝石商に転身して世田谷区若林に居住するが、この商売にも失敗。1964年2月28日に玉川上水に入水自殺した。39歳没。

## 選手としての特徴
打撃面ではやや難があったが、守備で活躍。やや前屈みになって手を振って歩く姿がペンギンに似ていたことから「ペンギン」のあだ名があり、飄々としたプレーで人気を博した。当時選手兼任監督だった苅田久徳との二遊間は「鉄壁の内野」と謳われたが、本人は苅田の名プレーに自信喪失気味だったと伝わる。

## 詳細情報

### 年度別打撃成績
| 年 度     | 球 団           | 試 合 | 打 席 | 打 数 | 得 点 | 安 打 | 二 塁 打 | 三 塁 打 | 本 塁 打 | 塁 打 | 打 点 | 盗 塁 | 盗 塁 死 | 犠 打 | 犠 飛 | 四 球 | 敬 遠 | 死 球 | 三 振 | 併 殺 打 | 打 率 | 出 塁 率 | 長 打 率 | O P S |
| --------- | --------------- | ----- | ----- | ----- | ----- | ----- | -------- | -------- | -------- | ----- | ----- | ----- | -------- | ----- | ----- | ----- | ----- | ----- | ----- | -------- | ----- | -------- | -------- | ----- |
| 1946      | セネタース 東急 | 59    | 202   | 168   | 15    | 31    | 1        | 2        | 0        | 36    | 11    | 4     | 5        | 5     | --    | 27    | --    | 2     | 28    | --       | .185  | .305     | .214     | .519  |
| 1947      | セネタース 東急 | 52    | 165   | 147   | 4     | 28    | 5        | 1        | 0        | 35    | 8     | 1     | 3        | 2     | --    | 16    | --    | 0     | 16    | --       | .190  | .270     | .238     | .508  |
| 通算：2年 | 通算：2年       | 111   | 367   | 315   | 19    | 59    | 6        | 3        | 0        | 71    | 19    | 5     | 8        | 7     | --    | 43    | --    | 2     | 44    | --       | .187  | .289     | .225     | .514  |

- セネタースは、1947年に東急（東急フライヤーズ）に球団名を変更

### 背番号
- 21 （1946年 - 1947年）